# Bartniki (powiat milicki)
Bartniki (niem. Bartnig) – wieś w Polsce położona w województwie dolnośląskim, w powiecie milickim, w gminie Milicz.

## Opis
Wieś graniczy z wsiami z południowej Wielkopolski. Zamieszkuje ją, według Narodowego Spisu Powszechnego (III 2011 r.) 310 mieszkańców. Wieś poniemiecka, większość domów zbudowana w okresie przedwojennym. W pobliżu znajduje się Park Krajobrazowy Doliny Baryczy i akweny stawów milickich, gdzie można zaobserwować największą różnorodność ptactwa wodnego i lądowego. Mieszkańcy utrzymują się głównie z hodowli trzody chlewnej i bydła. W pobliżu wsi przepływa rzeka Barycz i niemająca dziś odpływu rzeka Kuroch.

## Nazwa
Według Heinricha Adamy'ego nazwa pochodzi od staropolskiej nazwy zbieracza miodu – „bartnika”. W swoim dziele o nazwach miejscowych na Śląsku wydanym w 1888 roku we Wrocławiu wymienia jako najwcześniej zanotowaną nazwę miejscowości Bartnik podając jej znaczenie „Binenwartersitz” czyli po polsku „Miejsce pszczelarzy”. Pierwotna nazwa została później przez Niemców zgermanizowana na Bartnig i utraciła swoje znaczenie.

## Podział administracyjny
W latach 1954–1959 wieś należała i była siedzibą władz gromady Bartniki, po jej zniesieniu w gromadzie Gądkowice. W latach 1975–1998 miejscowość administracyjnie należała do województwa wrocławskiego.